# Mehlfien
Mehlfien ist ein Ortsteil der Gemeinde Jameln in der Samtgemeinde Elbtalaue im niedersächsischen Landkreis Lüchow-Dannenberg.

## Geographie
Der Ort liegt drei Kilometer westlich von Jameln. Das Dorf hat die Struktur eines Rundlings mit einem Dorfplatz, die Höfe um dem Platz sind meistens neueren Datums.

## Geschichte
Im Jahr 1680 gab es auf dem Gebiet des Dorfes vier wüste Höfe und erst am Beginn des 19. Jahrhunderts wurde der Ort wieder besiedelt. Im Statistischen Handbuch für das Königreich Hannover sind für das Jahr 1848 elf Wohngebäude mit 75 Einwohnern belegt. Zu jener Zeit gehörte der Ort zur Hausvogtei des Amtes Dannenberg.